# Сельское поселение Покровское (Вашкинский район)
Сельское поселение Покровское — упразднённое сельское поселение в составе Вашкинского района Вологодской области.
Центр — деревня Покровское.
Образовано 1 января 2006 года в соответствии с Федеральным законом № 131 «Об общих принципах организации местного самоуправления в Российской Федерации».
В состав сельского поселения вошёл Покровский сельсовет.
Законом Вологодской области от 25 июня 2015 года № 3689-ОЗ, сельские поселения Киснемское, Коневское, Пиксимовское, Покровское и Пореченское были преобразованы, путём их объединения, в сельское поселение Киснемское с административным центром в селе Троицкое.
По данным переписи 2010 года население — 231 человек.

## Населённые пункты
В 1999 году был утверждён список населённых пунктов Вологодской области. С тех пор состав Покровского сельсовета не изменялся.
В состав сельского поселения входило 10 деревень.
| Населённый пункт      | ОКАТО          | Рег. номер | Расстояние до районного центра, км | Расстояние до центра поселения, км | Индекс | Координаты                      |
| --------------------- | -------------- | ---------- | ---------------------------------- | ---------------------------------- | ------ | ------------------------------- |
| деревня Васюково      | 19 212 836 002 | 860        | 84                                 | 15                                 | 161277 | 60°32′02″ с. ш. 37°17′29″ в. д. |
| деревня Даньшин Ручей | 19 212 836 003 | 861        | 77                                 | 1,5                                | 161277 | 60°26′13″ с. ш. 37°18′39″ в. д. |
| деревня Дряблое       | 19 212 836 004 | 862        | 77                                 | 0,05                               | 161277 | 60°26′21″ с. ш. 37°17′01″ в. д. |
| деревня Калитино      | 19 212 836 005 | 863        | 79                                 | 0,5                                | 161277 | 60°26′47″ с. ш. 37°17′12″ в. д. |
| деревня Никольское    | 19 212 836 006 | 864        | 79                                 | 2                                  | 161277 | 60°26′03″ с. ш. 37°16′26″ в. д. |
| деревня Новосело      | 19 212 836 007 | 865        | 70                                 | 5                                  | 161277 | 60°26′42″ с. ш. 37°22′58″ в. д. |
| деревня Покровское    | 19 212 836 001 | 859        | 75                                 | —                                  | 161277 | 60°26′13″ с. ш. 37°17′52″ в. д. |
| деревня Речево        | 19 212 836 008 | 866        | 87                                 | 18                                 | 161277 | 60°31′18″ с. ш. 37°16′18″ в. д. |
| деревня Степаново     | 19 212 836 009 | 867        | 85                                 | 16                                 | 161265 | 60°31′44″ с. ш. 37°16′29″ в. д. |
| деревня Тимошино      | 19 212 836 010 | 868        | 84,5                               | 15,5                               | 161277 | 60°31′51″ с. ш. 37°17′05″ в. д. |

## Археология
- В низовьях Кемы находится селище Никольское V, датируемое первой половиной X века — началом XI века[6][7]. По антропологическому типу все похороненные в Никольском были типичными восточно-европейцами с длинным черепом, сильно профилированным высоким и среднешироким лицом и средне выступающим носом. Целый ряд отмеченных у жителей этого поселения признаков встречается у дреговичей и радимичей, но особенно характерен для смоленских кривичей. В 1989 году Т. С. Балуевой выполнена скульптурная реконструкция по черепу молодого мужчины возрастом 20—25 лет[8].